# Динамалар
«Динамалар» (там. தினமலர்; Dinamalar) — индийская ежедневная газета на тамильском языке. Основана Тхажувией Рамасуббайером в Тривандраме 6 сентября 1951 года.
«Динамалар» публикуется в десяти городах штата Тамилнад (Ченнаи, Коимбатур, Ироду, Мадурай, Нагеркоил, Салем, Тируччираппалли, Тирунелвели, Веллуру), а также в Бангалоре и Пондичерри.
По состоянию на вторую половину 2015 года «Динамалар» является одной из крупнейших ежедневных газет на тамильском языке; тираж составил 942 812 копий.